# آی‌مک پرو
آی مک پرو یک کامپیوتر شخصی و ایستگاه کاری همه‌کاره است که توسط شرکت اپل از سال ۲۰۱۷ تا ۲۰۲۱ ساخته شده است. آی مک پرو یکی از چهار رایانه رومیزی در سری مکینتاش بود که بالاتر از مک مینی و آی مک در محدوده مصرف‌کننده قرار داشت و به عنوان یک جایگزین همه‌کاره برای مک پرو عمل می‌کند.

## زمینه
در سال ۲۰۱۳، اپل ایستگاه کاری مک پرو خود را با یک مدل استوانه‌ای بازطراحی شده جایگزین کرد. مک پرو ۲۰۱۳ سال‌ها بدون هیچ به روز رسانی در حال رکود زدن بود و اپل بعداً گفت که طراحی کوچک و تمرکز آن بر واحد پردازش گرافیکی دوگانه اشتباه بوده است. در آوریل ۲۰۱۷، اپل میزگردی از روزنامه نگاران و مدیران برگزار کرد تا تعهد خود را نسبت به مک‌های حرفه ای را اعلام کنند. به عنوان بخشی از این اعلامیه، اپل گفت که یک مانیتور جدید و مک پرو در حال توسعه هستند اما در آن سال وارد بازار نخواهند شد. در ماه ژوئن، اپل برای پر کردن این شکاف، آی مک پرو را معرفی کرد.
آی مک پرو با استقبال مثبت روبرو شد. جیسون اسنل، که برای مک‌ورلد می‌نویسد، می‌گوید که این دستگاه به وضوح برای مشتریان معمولی نیست، اما فضایی را برای کاربرانی مانند خودش که از استفاده از دسکتاپ‌های حرفه ای به آی مک‌ها نقل مکان کرده بودند، پر می‌کند، اما همچنان می‌خواهند قدرت بیشتری نسبت به خط مصرف اپل ارائه دهد. وایرد آی مک پرو را بیانیه ای از طرف اپل در نظر گرفت که تعهد خود را به مک‌های حرفه ای تجدید می‌کند.